# Joseph Dunninger

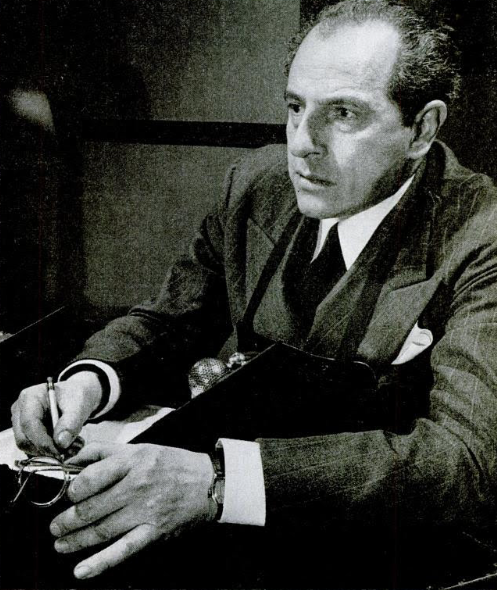
Joseph Dunninger

Joseph Dunninger (28 april 1892 – 9 maart 1975) was een goochelaar en een van de invloedrijkste mentalisten in de geschiedenis. Hij geldt als pionier wat betreft de vertoning van mentalisme op radio en televisie. Zijn goochelkunsten bestonden vooral uit gedachtelezen. Zowel publiekelijk als privé hield hij vol dat hij "op wetenschappelijke wijze" andermans gedachten kon oppikken. Zijn mysterieuze aura leverde hem grote roem op, maar ook kritiek van goochelaars en wetenschappers die hem als charlatan bestempelden. Zijn dubbelzinnige goocheltrucs waren een inspiratie voor latere mentalisten zoals The Amazing Kreskin, Uri Geller en Derren Brown.

## Citaat
"Voor hen die geloven, is er geen verklaring nodig. Voor hen die niet geloven, volstaat geen enkele verklaring." (Dunningers standaardafsluiting van een voorstelling.)

## Biografie
Dunninger werd geboren in 1892 te New York, als zoon van een textielproducent. Zijn ouders moedigden zijn belangstelling voor het goochelen aan en op zijn zevende trad hij voor het eerst op in het theater. Hij trad vervolgens bijna vijftien jaar op in het vaudeville-circuit, waarbij zijn optredens veel succes oogstten. Toen hij merkte dat zijn stunts van gedachtelezen het populairst waren, specialiseerde hij zich hierin. In 1943 brak hij door bij het Amerikaanse publiek met het radioprogramma Dunninger the Master Mind. Dankzij de sponsoring van een verfbedrijf kon Dunninger het hele land doorkruisen en elke week vanuit een andere locatie uitzenden.
In de jaren 50 en 60 verscheen hij regelmatig op televisie, waarbij hij vaak het werk van paragnosten en mediums aan de kaak stelde. De ziekte van Parkinson maakte een einde aan zijn carrière op de planken. In 1975 overleed hij aan de gevolgen van zijn ziekte te New Jersey. Hij werd 82 jaar.
Onder zijn vrienden en bewonderaars waren illusionist Harry Houdini, president Theodore Roosevelt en uitvinder Thomas Edison.

## Invloed
Auteur en kennis van Dunninger Walter B. Gibson was geïnspireerd door Dunningers persoonlijkheid toen hij zijn fictieve detective The Shadow bedacht. Dunningers stijl van presenteren en demonstraties van gedachtelezen zijn grotendeels overgenomen door de Amerikaanse mentalist en televisiester The Amazing Kreskin.
Moderne mentalisten beschouwen Dunninger als grondlegger van hun amusementsvorm. De P.E.A., een internationale vakorganisatie van mentalisten, kent een 'Joseph Dunninger-prijs' toe aan leden die een bijzondere of baanbrekende bijdrage hebben geleverd aan de kunst.